# Błyszczyk parański
Błyszczyk parański (Moenkhausia sanctaefilomenae) – gatunek słodkowodnej ryby z  rodziny kąsaczowatych (Characidae).

## Występowanie
Ameryka Południowa, dorzecza rzek Paranaiba i São Francisco, górnej Parany, Paragwaju i Urugwaju w Brazylii, Argentynie, Paragwaju i Urugwaju.

## Cechy morfologiczne
Osiąga 7 cm długości. Ciało silnie wybrzuszone.
Ubarwienie grzbietu brązowe, niżej fioletowoniebieskie, połyskujące, boki srebrzyste. Brzegi łusek ciemne, tworzą wyraźny rysunek. U podstawy płetwy ogonowej charakterystyczna, duża czarna plama, biało obrzeżona z obu stron. Tęczówka u góry czerwona, na dole szara.

## Odżywianie
Żywi się skorupiakami, owadami i innymi drobnymi bezkręgowcami, oraz częściami roślin.

## Rozród
Trze się w parach bądź grupami. Zjada własną ikrę.

## Znaczenie i hodowla
| Zbiornik         | średni do dużego             |
| Temperatura wody | 20–26°C                      |
| Twardość wody    | miękka do średniej (dH 5–19) |
| Skala pH         | 6,0–8,0                      |
| pokarm           | żywy i suchy                 |
| Uwagi            | oświetlenie umiarkowane      |

Akwarium powinno mieć co najmniej 80 cm długości, powinno się hodować co najmniej pięć sztuk. Błyszczyk parański lubi przebywać wśród gęstej roślinności złożonej z roślin drobnolistnych.